# Miss Mona
Pour plus de détails, voir Fiche technique et Distribution.
Miss Mona est un film français de Mehdi Charef sorti en 1987.

## Synopsis
Samir, un jeune immigré maghrébin en situation irrégulière en France, vient de perdre le travail au noir qui lui assurait sa subsistance. Il est abordé par « Miss Mona », un vieux travesti qui habite dans une roulotte — avec son père, également travesti et désormais sénile — et qui gagne sa vie en tirant les cartes et en pratiquant le proxénétisme et de petites escroqueries. Il se prostitue également à l'occasion, sans grand succès du fait de son âge et de son physique. Son but est de réunir assez d'argent pour se faire opérer et devenir une femme. Samir, quant à lui, voudrait avoir de faux papiers. Sur les conseils de Mona, Samir commence à se prostituer...

## Fiche technique
- Réalisation et scénario : Mehdi Charef
- Costumes : Édith Vesperini
- Photographie : Patrick Blossier
- Montage : Kenout Peltier
- Musique : Bernard Lubat
- Année : 1986
- Origine :  France
- Genre : comédie dramatique
- Durée : 95 min environ
- Date de sortie en salle : 
  - France - 28 janvier 1987
- Film interdit aux moins de 12 ans lors de sa sortie en salle

## Distribution
- Jean Carmet : Miss Mona, le vieux travesti
- Mohamed Ben Smaïl (ar) : Samir
- Albert Klein : le père de Mona
- Albert Delpy : Jean
- Michel Peyrelon : le tatoueur
- Hélène Duc : la mère de Mona
- Daniel Schad : Manu
- André Chaumeau : Gilbert
- Francis Frappat : L'organisateur du club de rencontres
- Philippe de Brugada : Le patron du peep-show
- Yvette Petit : Étienne
- Maximilien Decroux : Le mime
- Pierre Large : Le handicapé
- Cyril Spiga : Adrien
- Sylvain Lévignac : Le patron de l'atelier
- Alain Frérot : Le receleur
- Didier Saada : Un client de Mona
- Roch Leibovici : Le jeune prostitué
- Alain Serve : Un flic en civil
- Thierry de Droidcourt : Un flic en civil

Les héros du film Le Thé au harem d'Archimède interviennent dans une scène :
- Rémi Martin : Pat
- Kader Boukhanef : Madjid

## Autour du film
- Jean Carmet fut nommé aux Césars pour son rôle (nomination pour César du meilleur acteur de l'année 1988).
- Nombre total d'entrées en fin d'exclusivité (Paris) : 49 787 entrées
- Nombre de salles de sortie à Paris : 15
- Nombre de semaines d'exclusivité (Paris) : 6
- Nombre entrée première semaine (Paris): 20 093
- En 2010, lors d'une carte blanche que lui accorde l'Étrange Festival de Paris, Alejandro Jodorowsky programme le film